# بوب إلسون
بوب إلسون (بالإنجليزية: Bob Elson)‏ هو معلق رياضي أمريكي، ولد في 22 مارس 1904 في شيكاغو في الولايات المتحدة، وتوفي بنفس المكان في 10 مارس 1981.